# Митьково (Мещёрское сельское поселение)
Митьково — деревня в Вяземском районе Смоленской области России. Входит в состав Мещёрского сельского поселения. Население — 2 жителя (2007 год). 
Расположена в восточной части области в 21 км к северо-востоку от Вязьмы, в 12 км севернее автодороги М1 «Беларусь», на берегу реки Касня. В 4 км южнее деревни расположена железнодорожная станция О.п. 218-й км на линии Москва — Минск.

## История
В годы Великой Отечественной войны деревня была оккупирована гитлеровскими войсками в октябре 1941 года, освобождена в марте 1943 года.